# Déjà Vu II: Lost in Las Vegas
Déjà Vu II: Lost in Las Vegas est un jeu vidéo d'aventure développé par ICOM Simulations et édité par Mindscape, sorti en 1988 sur DOS, Mac, Amiga, Apple IIGS, Atari ST, PC-98, CD-i, Game Boy Color et Pocket PC.
Il fait suite à Déjà Vu.

## Accueil
- The Games Machine : 78 %[1]